# Edward Boyden
Edward "Ed" S. Boyden, född 18 augusti 1979 i Plano, Texas, är en amerikansk neurolog vid MIT. Han är fakultetsmedlem i MIT Media Lab och involverad i McGovern Institute for Brain Research. Han är erkänd för sitt arbete med optogenetik. Boyden har tagit examen i elektroteknik, datavetenskap och fysik från MIT.